# Csodák könyve
A Csodák könyve (eredeti cím: The Book of Clarence) 2023-ban bemutatott amerikai bibliai filmdráma, amelyet Jeymes Samuel írt és rendezett, producerei pedig Samuel, Jay-Z, James Lassiter és Tendo Nagenda voltak. A főbb szerepekben LaKeith Stanfield, Omar Sy, RJ Cyler, Anna Diop, David Oyelowo, Micheal Ward, Alfre Woodard, Teyana Taylor, Caleb McLaughlin, Eric Kofi-Abrefa, Marianne Jean-Baptiste, James McAvoy és Benedict Cumberbatch látható.
A Csodák könyve világpremierje a 67. BFI Londoni Filmfesztiválon volt 2023. október 11-én, Amerikában pedig 2024. január 12-én mutatta be a TriStar Pictures. Magyarországon a HBO Max mutatta be 2024. augusztus 2-án. Általánosságban vegyes véleményeket kapott a kritikusoktól, és összesen 6,2 millió dolláros bevételt gyűjtött.

## Cselekmény
Abban az időben, amikor a názáreti Jézus Jeruzsálem városában csodákat tesz, Clarence, akit kevéssé érdekel a jótékonykodás, füvet árulva keresi a kenyerét. Ikertestvére, Tamás Jézus tizenkét apostolának egyike, és annak ellenére elhagyta a családot, hogy édesanyjuk súlyos beteg. Clarence ezt soha nem tudta megbocsátani neki, és úgy véli, Jézus egy csaló.
Clarence pénzzel tartozik Jedediahnak, amire szüksége volt egy szekérversenyhez, de kikapott a harcias Mária Magdolnától. Abban a reményben elengedi Jedediah az adósságát, ha Isten emberévé válik, így Clarence megpróbál a 13. apostol lenni. Keresztelő János nem lelkesedik ezért az ötletért, de Iskarióti Júdás azt javasolja, hogy Clarence bizonyítsa be komoly szándékát, és hajtson végre egy tisztességes tettet. Ezért legjobb barátaival, Éliással és Zekével együtt elmegy a gladiátorok szállására, hogy kiszabadítsák őket a rabszolgakereskedő uralma alól.

## Szereplők
| Szerep                   | Színész                | Magyar hang     |
| ------------------------ | ---------------------- | --------------- |
| Clarence / Tamás apostol | LaKeith Stanfield      | Szabó Máté      |
| Barabbas                 | Omar Sy                | Galambos Péter  |
| Varinia                  | Anna Diop              | Kis-Kovács Luca |
| Éliás                    | RJ Cyler               | Penke Bence     |
| Keresztelő János         | David Oyelowo          | Imre István     |
| Iskarióti Júdás          | Micheal Ward           | Papp Dániel     |
| Mária Magdolna           | Teyana Taylor          | Lamboni Anna    |
| Szűz Mária               | Alfre Woodard          | Kocsis Mariann  |
| Poncius Pilátus          | James McAvoy           | Hevér Gábor     |
| Benjamin                 | Benedict Cumberbatch   | Simon Kornél    |
| Amina                    | Marianne Jean-Baptiste | Kiss Mari       |
| Zeke                     | Caleb McLaughlin       | Tóth Márk       |
| Antoninus                | Tom Vaughan-Lawlor     |                 |
| Jézus Krisztus           | Nicholas Pinnock       |                 |
| Góliát                   | Chidi Ajufo            |                 |
| Decimus                  | Tom Glynn-Carney       |                 |
| Jedediah                 | Eric Kofi-Abrefa       |                 |

### Magyar változat
- Főcím: Korbuly Péter
- Magyar szöveg: Egressy G. Tamás
- Keverőhangmérnök és vágó: Kis Pál
- Felvevő hangmérnök: Lipics Bálint
- Gyártásvezető: Bogdán Anikó
- Szinkronrendező: Pócsik Ildikó

A szinkront a Mahir Szinkron Kft. készítette el.

## A film készítése
2022 májusában Jeymes Samuel bejelentette, hogy a Csodák könyve lesz a következő filmje, és hogy LaKeith Stanfield fogja alakítani a címszereplőt. Olyan bibliai eposzokat említett a film mintájaként, mint a Tízparancsolat (1956), A világ legszebb története (1965), a Sámson és Delilah (1949) és a Ben-Hur (1959). Októberben Omar Sy is csatlakozott a stábhoz, a projektet a Legendary Entertainment vásárolta meg.
Decemberben többek között RJ Cyler, Benedict Cumberbatch, James McAvoy, Anna Diop, David Oyelowo, Alfre Woodard és Marianne Jean-Baptiste csatlakozott a szereplőgárdához. Rob Hardy lett az operatőr, Tom Eagles a vágó, Peter Walpole a díszlettervező, és Jeymes Samuel a zeneszerző.
A forgatás 2022 novemberében kezdődött az olaszországi Materában.

## Bemutató
A film világpremierje a 67. Londoni Filmfesztiválon volt 2023. október 11-én, a mozikba pedig 2024. január 12-én mutatták be. Eredetileg 2023. szeptember 22-én jelent volna meg, de ismeretlen okokból későbbre halasztották.